# After Midnight: Kean College, 2/28/80
Pour les articles homonymes, voir After Midnight.
 (janvier 2017).
Si vous disposez d'ouvrages ou d'articles de référence ou si vous connaissez des sites web de qualité traitant du thème abordé ici, merci de compléter l'article en donnant les références utiles à sa vérifiabilité et en les liant à la section « Notes et références ».
Albums de Jerry García Band
Pure Jerry: Theatre 1839, July 29 and 30, 1977
(2004) Pure Jerry: Lunt-Fontanne, New York City, October 31, 1987
(2004)
After Midnight: Kean College, 2/28/80 est un album du groupe américain de rock Jerry García Band enregistré le 28 février 1980 au Kean College dans le New Jersey. L'album n'est cependant publié qu'en 2004,. Un disque bonus Way After Midnight est joint aux premières précommandes en ligne[réf. nécessaire].

## Liste des titres

### Édition standard (3xCD)
| 1. | Sugaree (en)                      | Robert Hunter, Jerry Garcia                  | 14:50 |
| 2. | Catfish John (en)                 | Bob McDill (en), Allen Reynolds (en)         | 11:21 |
| 3. | That's What Love Will Make You Do | James Banks, Eddie Marion, Henderson Thigpen | 10:04 |
| 4. | Simple Twist of Fate              | Bob Dylan                                    | 17:27 |

| 1. | How Sweet It Is (en) | Holland-Dozier-Holland | 10:23 |
| 2. | After Midnight       | J.J. Cale              | 13:13 |
| 3. | Eleanor Rigby Jam    | Lennon/McCartney       | 3:20  |
| 4. | After Midnight       | Cale                   | 6:33  |

| 1. | I'll Take a Melody                                  | Allen Toussaint  | 14:01 |
| 2. | Tore up over You                                    | Hank Ballard     | 10:25 |
| 3. | Knockin' on Heaven's Door                           | Dylan            | 13:57 |
| 4. | The Harder They Come                                | Jimmy Cliff      | 12:42 |
| 5. | Tiger Rose (featuring Robert Hunter au chant)       | Hunter           | 3:42  |
| 6. | Promontory Rider (featuring Robert Hunter au chant) | Hunter           | 4:31  |
| 7. | Mission in the Rain                                 | Hunter, Garcia   | 11:28 |
| 8. | Midnight Moonlight                                  | Peter Rowan (en) | 7:06  |

### Disque Bonus:Way After Midnight
| 1.    | Dear Prudence               | Lennon–McCartney | 29 février 1980 | 10:30 |
| 2.    | When I Paint My Masterpiece | Dylan            | 29 février 1980 | 11:35 |
| 3.    | Russian Lullaby             | Irving Berlin    | 29 février 1980 | 15:36 |
| 4.    | That's All Right, Mama      | Arthur Crudup    | 1er mars 1980   | 7:42  |
| 5.    | Deal                        | Hunter, Garcia   | 29 février 1980 | 9:20  |
| 54:43 |                             |                  |                 |       |

## Crédits

### Jerry García Band
- Jerry Garcia : guitare électrique, chant
- John Kahn : basse
- Ozzie Ahlers (en) : claviers, chœurs
- Johnny de Foncesca : batterie

### Membre additioniel
- Robert Hunter : guitare, harmonica, chant

### Production
- Producteur original : Jerry Garcia
- Supervision A&R : James Austin, Jimmy Edwards